# بيتر كون (مهندس)
بيتر كون (بالإنجليزية: Peter Kuhn)‏ هو مهندس أمريكي، ولد في 14 أبريل 1955، وتوفي في 25 يونيو 2009.

## روابط خارجية
- بيتر كون على موقع DriverDB.com (الإنجليزية)